# Мелијер (Долина Аосте)
Мелијер је насеље у Италији у округу Долина Аосте, региону Долина Аосте.
Према процени из 2011. у насељу је живело 96 становника. Насеље се налази на надморској висини од 1277 м.